# Нидерфинов
Нидерфинов (њем. Niederfinow) општина је у њемачкој савезној држави Бранденбург. Једно је од 24 општинска средишта округа Барним. Према процјени из 2010. у општини је живјело 610 становника. Посједује регионалну шифру (AGS) 12060172.

## Географски и демографски подаци
Нидерфинов се налази у савезној држави Бранденбург у округу Барним. Општина се налази на надморској висини од 20 метара. Површина општине износи 13,3 km². У самом мјесту је, према процјени из 2010. године, живјело 610 становника. Просјечна густина становништва износи 46 становника/km².